# Освальд Кюльпе
Освальд Кюльпе (нім. Oswald Külpe; 3 серпня 1862, Кандава — 30 грудня 1915, Мюнхен) — німецький психолог і філософ, представник критичного реалізму. Автор робіт з психологічного обґрунтування гносеології. Засновник вюрцбурзької школи психології.

Кюльпе розглядав акт свідомості як забезпечуючий розкриття об'єкта свідомості в переживанні суб'єкта. Акти свідомості можуть бути зафіксовані ретроспективно за допомогою рефлексії, спрямованої на вже доконаний акт.
У психології Кюльпе був одним з піонерів експериментального методу в плані вищих психічних функцій, таких як воля і мислення.

## Твори
- Die Realisierung, Bd 1-3. Lpz., 1912 — 23.
- Vorlesungen Uber Psychologic. Lpz., 1922